# Carlos Pérez (piłkarz ręczny)
Carlos Reinaldo Pérez Enrique (ur. 26 sierpnia 1971 w Hawanie) – kubański i węgierski piłkarz ręczny, reprezentant Węgier, rozgrywający.
W reprezentacji Węgier zadebiutował w 2002 roku Wcześniej rozegrał 171 meczów w reprezentacji Kuby.
Od 1999 do 2013 Pérez występował w węgierskim MKB Veszprém KC. W lutym 2013 przeszedł do katarskiego Al-Shamal.
W 2011 został piłkarzem ręcznym roku na Węgrzech.

## Sukcesy
- 1998, 1999, 2001, 2002, 2003, 2004, 2005, 2006, 2008, 2009, 2010:  mistrzostwo Węgier
- 1998, 1999, 2000, 2002, 2003, 2004, 2005, 2007, 2009, 2010:  puchar Węgier
- 2008:  Puchar Zdobywców Pucharów
- 2002:  Finalista Ligi Mistrzów

## Nagrody indywidualne
- 2003: Król strzelców Mistrzostw Świata